# Frizon
Frizon é uma comuna francesa na região administrativa de Grande Leste, no departamento de Vosges. Estende-se por uma área de 11,75 km². Em 2010 a comuna tinha 526 habitantes (densidade: 44,8 hab./km²).

## Toponímia
Frizon (1793), Frison (1801)

## Origem de Frizon (Frison)
A língua frísia é uma língua da família germânica pertencente ao grupo anglo-frísio.
Os registros mais antigos em Frisão (ou Frísio, Frisco, Frison ou Frisoni) procedem do século XIII, ainda que os documentos oficiais neles contidos devam ter sido provavelmente escritos no século XI, na variante denominada antigo frisão, que até 1550 se desenvolve até o médio frisão e a partir de 1800 passa ao moderno frisão até os dias atuais.
O frisão é a língua mais próxima do inglês, pertencendo ao grupo anglo-frisão, dentro do ramo ocidental das línguas germânicas. Possui palavras parecidas com as inglesas, como a palavra para "garoto" (boi em frisão, boy em inglês), "doze" (tolve em frisão, twelve em inglês) ou o pronome da 3ª pessoa do singular "ele" (hy em frisão, he em inglês).
Desde o começo do século XIX parecia que a língua se extinguiria ante o avanço do neerlandês e do baixo alemão, mas com o romantismo próprio deste século surgiu um renovado interesse na vida local e se criaram sociedades para preservação da língua e da cultura frisã. A princípio lentamente, os objetivos deste movimento foram dando certo, especialmente na província de Friesland, nos Países Baixos, onde em 1937 a língua foi aceita como opcional nas escolas primárias. Foi fundada uma Academia Frisã em 1938, publicando-se em 1943 a primeira tradução da Bíblia. Em 1955 a língua foi aprovada como língua de ensino primordial na educação primária e em 1956 foi aprovado o uso do frisão nos tribunais.
Apesar desta gradual ressurreição do frisão, o neerlandês segue sendo a língua primordial em Friesland. Quase todo o ensino se dá em neerlandês e os jornais são escritos também em holandês ainda que contenham artigos ocasionais em frisão. Também a maior parte dos programas de rádio e televisão são em neerlandês. Existe um entusiasta movimento literário frisão mas suas obras não têm muita difusão. Mas ainda que o frisão siga sendo usado amplamente como língua oral cotidiana, observa-se um crescente uso do frisão neerlandês que contém numerosos préstimos do neerlandês normativo.
A posição do frisão oriental e do frisão setentrional nas regiões alemãs é muito mais débil, usando-se apenas como um dialeto local comparável aos muitos dialetos do baixo alemão dos arredores.
Língua frísia

## História
A presença romana foi confirmada em 1834 pela descoberta de uma medalha de ouro (aureus comprada pelo museu de Épinal em 1834) ao tipo de Tibério. Em 1861, uma pesquisa de instruções públicas observou a existência de pedras calcárias (7,10 m de largura) visíveis entre a madeira de Igney, o moinho em Rang Denis e Bois le Conte, e concluiu que de uma estrada romana que veio de Bettegney-Saint-Brice para ir a Igney (Cahiers Vilminot, 4, p.6).
A vila de Frizon aparece sob o nome de Frezonis Villa em um título de 1104 registrado no convento de Belval.
Os arquivos revelam, em 25 de fevereiro de 1574, uma "enumeração" de Claude de Bussignécourt, senhor de Damelevières, sobre o que ele possuía "o Alto e o Lower Frizon".
Destruído pelos suecos durante a Guerra dos Trinta Anos, devastada pelas tropas de Luís XIV logo depois, a antiga Vila de Frizonium tinha apenas cerca de cinquenta habitantes no século XVII.
O duque de Lorena Stanislaus Leszczyński construiu um alojamento de caça no século XVIII entre Frizon-Upper e Frizon-Basse; tornou-se um restaurante, mas desde então fechou.
Em 27 de abril de 1895, as três pontes da aldeia foram varridas pela onda de água após a quebra da barragem de Bouzey e quatro vítimas.
Em 11 de julho de 1984, um Downburst explodiu na comuna causando muito dano material, mas nenhuma vítima foi deplorada. A floresta de Frizon ainda traz vestígios deste evento, dos quais sofreu muito.
Os registros mais antigos em Frisão (ou Frísio, Frisco e Frison) procedem do século XIII, ainda que os documentos oficiais neles contidos devam ter sido provavelmente escritos no século XI, na variante denominada antigo frisão, que até 1550 se desenvolve até o médio frisão e a partir de 1800 passa ao moderno frisão até os dias atuais.

O frisão é a língua mais próxima do inglês, pertencendo ao grupo anglo-frisão, dentro do ramo ocidental das línguas germânicas. Possui palavras parecidas com as inglesas, como a palavra para "garoto" (boi em frisão, boy em inglês), "doze" (tolve em frisão, twelve em inglês) ou o pronome da 3ª pessoa do singular "ele" (hy em frisão, he em inglês).